# Catherine Dent
Catherine Grace Dent (Baton Rouge, 14 aprile 1965) è un'attrice statunitense.

## Biografia
Catherine Dent nasce in Louisiana da genitori entrambi politici statunitensi. Frequenta la North Carolina School of the Arts dove si diploma nel 1993. Ottiene il suo primo ruolo nel 1994 con il film La vita a modo mio ma è nel 2002 che ottiene un ruolo di rilievo nell'interpretazione dell'agente Danny Sofer nella serie televisiva The Shield. Nel 2011 interpreta la parte di un pericoloso killer dal soprannome "Vipera" in un episodio della quinta stagione della serie Chuck.

## Filmografia

### Cinema
- La vita a modo mio (Nobody's Fool), regia di Robert Benton (1994)
- Jaded, regia di Caryn Krooth (1996)
- The Majestic, regia di Frank Darabont (2001)
- The Replicant (Replicant), regia di Ringo Lam (2001)
- Qualcuno come te (Someone Like You...), regia di Tony Goldwyn (2001)
- Auto Focus, regia di Paul Schrader (2002)
- 21 grammi (21 Grams), regia di Alejandro González Iñárritu (2003)
- Sottomarino fantasma (Phantom Below), regia di Brian Trenchard-Smith (2005)
- Carjacked - La strada della paura (Carjacked), regia di John Bonito (2011)

### Televisione
- Dallas – serial TV, episodio 14x16 (1991)
- New York Undercover – serie TV, episodio 1x25 (1995)
- Jarod il camaleonte (The Pretender) – serie TV, episodio 3x01 (1998)
- Frasier – serie TV, episodio 6x08 (1998)
- Chicago Hope – serie TV, episodio 5x10 (1998)
- X-Files (The X-Files) – serie TV, episodio 6x17 (1999)
- Law & Order - Unità vittime speciali (Law & Order: Special Victims Unit) – serie TV, episodio 1x03 (1999)
- Squadra emergenza (Third Watch) – serie TV, episodio 1x04 (1999)
- Dharma & Greg – serie TV, episodio 3x12 (1999)
- Nash Bridges – serie TV, episodio 5x11 (1999)
- I Soprano (The Sopranos) – serie TV, episodio 2x02 (2000)
- The Lone Gunmen – serie TV, episodio 1x11 (2001)
- Invisible Man (The Invisible Man) – serie TV, episodi 1x22-2x06 (2001)
- The Shield – serie TV, 83 episodi (2002-2008)
- Taken – miniserie TV, puntate 1x01-1x02-1x05 (2004)
- CSI - Scena del crimine (CSI: Crime Scene Investigation) – serie TV, episodio 5x11 (2005)
- Giudice Amy (Judging Amy) – serie TV, episodio 6x12 (2005)
- Law & Order - I due volti della giustizia (Law & Order) – serie TV, episodio 17x09 (2006)
- Grey's Anatomy – serie TV, episodio 3x19 (2007)
- Numb3rs – serie TV, episodio 3x24 (2007)
- Senza traccia (Without a Trace) – serie TV, episodio 6x09 (2007)
- Il figlio malvagio (The Bad Son), regia di Neill Fearnley - film TV (2007)
- Terminator: The Sarah Connor Chronicles – serie TV, episodi 1x03-1x04-1x09 (2008)
- Criminal Minds - serie TV, episodio 4x16 (2009)
- Ghost Whisperer - Presenze (Ghost Whisperer) – serie TV, episodio 5x19 (2010)
- The Closer – serie TV, episodio 6x02 (2010)
- Lie to Me – serie TV, episodio 2x19 (2010)
- Law & Order: LA – serie TV, episodio 1x03 (2010)
- NCIS - Unità anticrimine (NCIS) – serie TV, episodi 8x08-8x09 (2010)
- I signori della fuga (Breakout Kings) – serie TV, episodio 1x11 (2011)
- The Mentalist – serie TV, 6 episodi (2011-2012)
- Chuck – serie TV, episodio 5x04 (2011)
- Touch – serie TV, 4 episodi (2012)
- Leverage - Consulenze illegali (Leverage) – serie TV, episodio 5x15 (2012)
- Castle – serie TV, episodio 5x23 (2013)
- Ironside – serie TV, episodio 1x02 (2013)
- Rake – serie TV, episodio 1x02 (2014)
- Gang Related – serie TV, 6 episodi (2014)
- The Astronaut Wives Club – serie TV, episodio 1x04 (2015)
- The Player – serie TV, episodio 1x07 (2015)
- Fear the Walking Dead – serie TV, episodio 2x02 (2016)
- Longmire – serie TV, episodi 5x09-6x03 (2016-2017)
- Imposters – serie TV, episodio 1x07 (2017)
- Stitchers – serie TV, episodi 3x08-3x10 (2017)
- Chance – serie TV, episodio 2x04 (2017)
- Agents of S.H.I.E.L.D. – serie TV, 10 episodi (2017-2018)
- Arrow – serie TV, episodio 6x21 (2018)

## Doppiatrici italiane
Nelle versioni in italiano delle opere in cui ha recitato, Catherine Dent è stata doppiata da:
- Roberta Pellini in Law & Order - Unità vittime speciali, Taken, Criminal Minds, The Closer, Magnum P.I.
- Alessandra Cassioli in The Shield, Terminator: The Sarah Connor Chronicles, Law & Order: LA, Leverage - Consulenze illegali
- Roberta Paladini ne La vita a modo mio
- Antonella Giannini in X-Files
- Isabella Pasanisi in Qualcuno come te
- Cinzia De Carolis in CSI - Scena del crimine
- Pinella Dragani in Numb3rs
- Daniela Abbruzzese ne Il figlio malvagio
- Alessandra Korompay in Grey's Anatomy
- Cristiana Lionello in Ghost Whisperer - Presenze
- Tenerezza Fattore in The Mentalist
- Beatrice Margiotti in Carjacked - La strada della paura
- Claudia Razzi in Chuck
- Roberta Greganti in Touch
- Miriam Spera in Castle
- Emanuela Rossi in Arrow
- Lilli Manzini in Blonde
- Anna Cugini in 9-1-1